# Fabiano Caruana
Fabiano Luigi Caruana (30 de juliol de 1992, Miami, Florida, Estats Units) és un jugador d'escacs estatunidenc i italià, un prodigi dels escacs que té el títol de Gran Mestre des del 15 de juliol de 2007, data en què Caruana a l'edat de 14 anys, 11 mesos i 20 dies, esdevingué el més jove GM en la història dels escacs italians i nord-americans.
A la llista d'Elo de la FIDE del juny de 2022, hi tenia un Elo de 2783 punts, cosa que el situava com a 4t millor jugador del món (en actiu), i en el número 1 d'entre els jugadors dels Estats Units. El seu màxim Elo va ser de 2844 punts, a la llista d'octubre de 2014 (posició número 2 al rànquing mundial). Ha estat el vuitè jugador de la història dels escacs en superar la barrera dels 2800 punts d'Elo.

## Resultats destacats en competició
El 2007 guanyà el torneig de Vlissingen.

### 2012
El febrer del 2012, va empatar als llocs 4t-8è amb Hrant Melkumian, Maxim Rodshtein, Aleksandr Khalifman i Dmitri Andreikin a l'11è Aeroflot Open.
El juny del 2012 liderava el torneig Memorial Tal fins a la darrera ronda quan perdé la partida contra Levon Aronian i Magnus Carlsen el relegà al segon lloc. El juliol del 2012, Caruana guanya el seu primer torneig de Dortmund, amb els mateixos punts que Serguei Kariakin, però amb major nombre de victòries.

### 2013
El febrer de 2013, fou segon al primer Grenke Chess Classic, un torneig de categoria XIX, mig punt per sota de Wiswanathan Anand.
El març de 2013 va guanyar el fort Zurich Chess Challenge, un punt sencer per damunt de Viswanathan Anand.
L'agost de 2013, participà en la Copa del Món de 2013, on tingué una bona actuació, i arribà als quarts de final, on fou eliminat per Maxime Vachier-Lagrave 1½–2½.

### 2014
El juliol del 2014, Fabiano Caruana torna a guanyar el Torneig d'escacs de Dortmund. A la sisena ronda, guanya el Gran Mestre Michael Adams i tenia un resultat de 5.0/6 i 2972 de performance. A l'última ronda, fa taules amb el GM Péter Lékó, segon classificat del torneig a 1.5 punts.
El setembre del 2014, Caruana guanya el Sinquefield Cup batent els rècords moderns amb gran un inici amb 7 de 7, i després firmant les tres últimes partides en taules, aconseguint una performance de 3103 d'Elo que equival a guanyar 35 punts d'Elo i apropar-se a només 25 punts al número u del món Magnus Carlsen, que en va quedar segon a tres punts de distància. Amb aquest resultat, juntament amb el mal resultat de l'armeni Levon Aronian, Fabiano es posiciona com a virtual número 2 del món D'aquesta manera, Caruana guanya el torneig d'escacs més fort de la història amb una mitjana de 2802 d'Elo on hi participaven l'actual campió del món, el noruec Magnus Carlsen, el número dos, Levon Aronian, l'excampió del món, el búlgar Vesselín Topàlov, el número u nord-americà, Hikaru Nakamura i el número u francès, Maxime Vachier-Lagrave.
L'octubre del 2014, Caruana va guanyar el primer torneig del Grand Prix de la FIDE jugat a Bakú pel sistema round-robin amb 12 jugadors, amb 6½ punts d'11, els mateixos punts que Borís Guélfand, però amb una victòria més.

### 2015
Entre el 2 i el 9 de febrer, empatà al 3r-4t lloc al fort Grenke Chess Classic, un Cat. XX (el campió fou Magnus Carlsen).
El 12 de maig del 2015, la Federació d'Escacs dels Estats Units va anunciar que Fabiano Caruana iniciava els tràmits per esdevenir jugador dels Estats Units.
El juliol del 2015, Caruana va guanyar altre cop el Torneig de Dormund, amb 5½ punts de 7, amb una clara avantatge d'un punt i mig respecte als segons classificats, Wesley So i Liviu-Dieter Nisipeanu.

### 2016
El gener fou segon al Tata Steel de 2016 amb 8 punts de 13 (empatat amb Ding Liren) i a un punt del campió Magnus Carlsen.
El març participà en el Torneig de Candidats de 2016 on havia de sortir l'aspirant per enfrontar-se al vigent campió del món Magnus Carlsen. A la darrera ronda es trobava empatat amb Serguei Kariakin i s'enfrontà amb ell amb negres, però després d'una posició guanyadora perdé la partida.
L'abril fou campió dels Estats Units amb 8½ punts d'11 i sense perdre cap partida (+6 =5 -0), on hi formaven part Hikaru Nakamura i Wesley So entre d'altres.
El juny de 2016 fou subcampió del Torneig de Shamkir després de finalitzar empatat amb 6 punts amb el GM Xakhriar Mamediàrov, però fou derrotat per aquest després en el play-off de desempat per 1½ a 2½.

### 2017
L'abril de 2017 empatà al segon lloc amb Magnus Carlsen al fort Grenke Chess Classic, un punt i mig per sota del campió Levon Aronian. De l'1 a l'11 de desembre, va competir al London Chess Classic 2017, l'esdeveniment final del Grand Chess Tour. Hi va empatar al primer lloc amb Ian Nepómniasxi amb 6/9 (+3–0=6) i va guanyar el torneig en derrotar Nepómniasxi 2½–1½ al desempat a ràpides.

### 2018
Caruana va participar al 5è Grenke Chess Classic, que es va celebrar entre el 31 de març i el 9 d'abril, i guanyà el torneig amb 6½/9 (+4–0=5); Magnus Carlsen fou segon, amb una puntuació de 5½/9 (+2–0=7). Entre el 28 de maig i el 7 de juny, va disputar la sisena edició del Norway Chess, que va guanyar amb 5/8, mig punt per sobre del segon, Magnus Carlsen, tot i que el noruec el va derrotar en primera ronda.
L'agost, va jugar a la 6a Sinquefield Cup, on empatà al primer lloc amb Carlsen i Levon Aronian amb 5½/9, i hi va compartir el títol.

### 2019
El març de 2019 empatà amb Leinier Domínguez al segon-tercer lloc al Campionat dels Estats Units, amb una puntuació de 7½/11, mig punt per sota del guanyador, Hikaru Nakamura.
L'octubre de 2019 fou segon al fort Gran Torneig Suís de la FIDE de 2019 a l'Illa de Man (el campió fou Wang Hao).

### 2020
El gener de 2020 va guanyar el Torneig Tata Steel, de categoria XX, a una ronda del final, amb una puntuació de 10/13 (+7–0=6) i dos punts d'avantatge sobre el segon classificat, Magnus Carlsen. A causa d'això, va assolir un ràting de 2842 a la llista d'Elo de la FIDE del febrer, el seu més alt des de l'octubre de 2014.

### 2021
El gener de 2021 fou quart al Tata Steel de 2021, mig punt per sota del campió Jorden van Foreest.

## Partides notables
- Fabiano Caruana – Emanuel Berg, Olimpiada de Dresde 2008, defensa francesa, (C08).
- Fabiano Caruana – Francisco Vallejo-Pons, Pamplona 2008, defensa siciliana variant Najdorf (B90).
- Artur Yusupov – Fabiano Caruana, Torneig NH 2008, defensa eslava (D10).
- Michael Adams – Fabiano Caruana, Olimpiada de Dresde 2008, defensa francesa, (C03)
- Fabiano Caruana – Nigel Short, Corus-B Wijk aan Zee 2009, obertura catalana, (E06).
- Sergey Karjakin - Fabiano Caruana, Grand Slam Chess Final 2012, obertura Ruy López, (C78).
- David Baramidze - Caruana, Dortmund Sparkassen Chess Meeting 2014, defensa holandesa (A81).
- Fabiano Caruana - Viswanathan Anand, 2016, Torneig de Candidats 2016, obertura anglesa (A29).
- Anish Giri - Fabiano Caruana, Torneig de Candidats 2016, defensa neogrünfeld (D70).